# Foreyclupea loonensis
Foreyclupea loonensis è un pesce osseo estinto, appartenente ai clupeomorfi. Visse nel Cretaceo inferiore (Albiano, circa 112 - 115 milioni di anni fa) e i suoi resti fossili sono stati ritrovati in Canada.

## Descrizione
Questo piccolo pesce doveva assomigliare vagamente a un'aringa attuale. Era caratterizzato, come gli odierni rappresentanti dei clupeiformi, dal ventre ricoperto da scudi spinosi e dal canale sensorio sopratemporale che passava attraverso le ossa parietali. Oltre a queste caratteristiche derivate, Foreyclupea ne possedeva alcune arcaiche, come il tetto cranico medioparietale, vertebre addominali dotate di spine neurali con metà non fuse, e nessuna prova della presenza del recessus lateralis, caratteristica già apparsa in clupeiformi più antichi quali Pseudoellimma. 

## Classificazione
Foreyclupea è considerato un rappresentante dei clupeomorfi (Clupeomorpha), un grande gruppo di pesci comprendenti gli attuali clupeiformi e gli estinti ellimmittiformi, più una serie di forme arcaiche come Ornategulum. Un'analisi filogenetica indica che Foreyclupea potrebbe essere strettamente imparentato con altri due clupeomorfi arcaici del Cretaceo inferiore, Ranulfoichthys e Scutatuspinosus.
Foreyclupea loonensis venne descritto per la prima volta nel 2016, sulla base di un esemplare fossile ritrovato nella formazione di Loon River nei Territori del Nord Ovest in Canada. L'esemplare era stato in precedenza attribuito alla specie Erichalcis arcta, un teleosteo considerato al di fuori del clade Clupeomorpha. 